# 千歲 (墨田區)
千歲（日语：／ Chitose */?）是東京都墨田區的町名。已實施住居表示。下設千歲一丁目至三丁目。2013年8月1日為止的人口有4,301人。郵遞區號為130-0025。

## 地理
位於墨田區西南部，屬本所地域。約在墨田區役所南方1.7公里處。
北鄰兩國，東接立川，南連江東區新大橋，西與中央區日本橋濱町之間以隅田川為界。町域南邊是墨田區-江東區境，西邊的隅田川是江東區-中央區境。町域北至豎川，豎川與隅田川匯流處上方是首都高速道路的交流道。町域從西向東為千歲一丁目、二丁目、三丁目。

### 河川
- 隅田川
- 豎川

## 歷史
1869年（明治2年）成立本所千歲町。1878年（明治11年）劃入本所區。1933年（昭和8年）重編為千歲一～三丁目。1967年（昭和42年）實施新住居表示。

### 地名由來
「千歲」為嘉語。有千年的意思。

## 交通

### 鐵路
千歲沒有鐵路車站。可利用以下車站。
- 東日本旅客鐵道
  - 總武線 : 兩國站（橫網）
- 東京都交通局 （都營地下鐵）
  - 大江戶線 : 兩國站 / 森下站（江東區森下）
  - 新宿線 : 森下站

### 道路
首都高速道路
- 6號向島線
- 7號小松川線

兩國JCT
都道
- 463號上野月島線（清澄通）

橋梁
- 豎川
  - 一之橋
  - 鹽原橋
  - 千歲橋

## 備註
1. ↑  墨田区世帯人口現況8月分[永久]

## 外部連結
- 墨田區官方網站（页面存档备份，存于）